# Sociosa
Sociosa là một chi bướm đêm thuộc phân họ Tortricinae của họ Tortricidae.

## Các loài
- Sociosa macrographa (Diakonoff, 1951)